# Michel de Verthamon de Chavagnac
Michel de Verthamon de Chavagnac (né à Limoges le 7 novembre 1687 et mort à Montauban le 25 septembre 1762) est un ecclésiastique qui fut évêque de Montauban de 1729 à sa mort.

## Biographie
Michel de Verthamon de Chavagnac est issu d'une famille de robe du Limousin anoblie au début du XVIIe siècle. Il est le fils ainé de Michel de Verthamon,  seigneur de Chavagnac et de son épouse Catherine de Petiot ; il est le frère Guillaume-Samuel de Verthamon de Chavagnac et le neveu de Isaac-Jacques de Verthamon de Chalucet et un petit-cousin de Jean-Baptiste de Verthamon, l'évêque de Pamiers qui se joint aux appelants en 1717.
Docteur en théologie de la Sorbonne à Paris, il est ordonné prêtre et devient grand vicaire de son oncle l'évêque de Couserans Isaac-Jacques de Verthamon de Chalucet, puis grand vicaire et grand chantre de l'église cathédrale de Limoges. Il est désigné comme évêque de Montauban, confirmé le 29 novembre 1729 et consacré en janvier suivant à Paris par l'archevêque de Paris Charles Gaspard Guillaume de Vintimille du Luc. Il prend possession de son siège le 13 avril 1730. Contrairement aux autres évêques membres de sa famille, il « combat le jansénisme de toutes ses forces ». 
Michel de Verthamon consacre la nouvelle cathédrale de Montauban, dont la construction, entreprise par ses prédécesseurs, s'achève le 1er novembre 1739. Il contribue également à la création en 1730 de l'académie de Montauban, dont il est membre et publie plusieurs ouvrages de spiritualité :
- Maximes spirituelles qui peuvent conduire une âme à la perfection (1751) ;
- Instructions, poèmes et cantiques à l'usage des Missions (1752) ;
- Abrégé de la doctrine chrétienne, pour l'usage de la jeunesse (1755).

Il est également connu pour son activité dans la restauration d'églises de son diocèse et par son implication dans l'instruction des enfants. Dans ce but, il installe à Montauban les Frères des écoles chrétiennes. Le 4 octobre 1761, lors des controverses qui précèdent la suppression de la Compagnie de Jésus, il adresse au Chancelier de France une longue lettre de soutien en faveur de Jésuites. Il meurt à Montauban dans son palais épiscopal le 25 octobre 1762.